# Džeraldova igra
Džeraldova igra je američki psihološki horor film iz 2017. godine koji je režirao Majk Flanagan, a koji su napisali Džef Hauard i Flanagan. Film je zasnovan na istoimenoj noveli Stivena Kinga. Filmske zvezde su Karla Gugino (Carla Gugino). 
Film je 29. septembra 2017. objavio Netfliks.

## Rezime
Džerald (Brus Grinvud) i Džesi (Karla Gugino) Barlingejm stigli su na idiličnu i izolovanu kuću na jezeru za romantičan vikend u nameri da spasu svoj brak i da obnove svoj seksualni život.

## Spoljašnje veze
- Džeraldova igra na sajtu  (jezik: engleski)
- Džeraldova igra na Netfliksu